# Orthonama majorata
Orthonama majorata är en fjärilsart som beskrevs av Paul Dognin 1916. Orthonama majorata ingår i släktet Orthonama och familjen mätare. Inga underarter finns listade i Catalogue of Life.